# Bobby Long
A Bobby Long (eredeti cím: A Love Song for Bobby Long) 2004-ben bemutatott amerikai filmdráma, melynek forgatókönyvírója és rendezője Shainee Gabel. A forgatókönyv Ronald Everett Capps Off Magazine Street című regénye alapján készült. A főszerepben John Travolta és Scarlett Johansson, akit alakításáért a legjobb női főszereplőnek járó Golden Globe-díjra jelöltek.
A filmet az Amerikai Egyesült Államokban 2005. január 21-én mutatták be, Magyarországon DVD-n jelent meg szinkronizálva.
Egy makacs fiatal nő visszatér New Orleansba, miután tőle lelkileg eltávolodott édesanyja meghalt.

## Cselekmény
Miután jazzénekesnő édesanyja, Lorraine, akiről úgy érezte, elhanyagolta őt a karrierje miatt, kábítószer-túladagolásban meghal, a 18 éves Purslane (Pursy) Hominy Will elhagyja a floridai lakókocsiparkot, ahol az őt bántalmazó barátjával él, és visszatér szülővárosába, New Orleansba, miután otthagyta a középiskolát.
Meglepődve tapasztalja, hogy idegenek laknak az anyja romos otthonában: Bobby Long, az Auburn Egyetem egykori irodalomprofesszora, valamint pártfogoltja és egykori tanársegédje, Lawson Pines, egy küszködő író. Mindketten erős ivók és dohányosok, költőket idézve, sakkozva és a szomszédokkal töltik az időt; Long country-folk dalokat is énekel. Ők ketten meggyőzik Pursyt, hogy az anyja mindhármukra hagyta a házat. Pontosabban az igazság az, hogy Pursy az egyedüli örökös, és az anyja végrendelete korlátozza, hogy a másik kettő meddig maradhat a házban.
Pursy beköltözik, és úgy viselkedik, mint a kialakulóban lévő diszfunkcionális család legfelelősségteljesebb tagja. A férfiak igyekezete, hogy elűzzék őt, alábbhagy, ahogy egyre jobban megkedvelik őt. Bobby - aki hanyag és olyan betegségekben szenved, amelyekről inkább nem vesz tudomást - megpróbálja jobbá tenni Pursyt azzal, hogy megismerteti vele a Magányos vadász a szív című regényt; arra is bátorítja, hogy térjen vissza a középiskolába, és szerezzen diplomát. Lawson vonzódik hozzá, de habozik, hogy kapcsolatba keveredjen vele. Mindhármuknak vannak emlékei Lorraine-ről, különösen Pursynek, aki úgy érzi, hogy az anyja semmibe vette őt, hogy a jazzkarrierjét folytassa. Amikor megtalálja az anyja által neki írt, de soha el nem postázott levelek rejtekhelyét, Pursy többet tud meg arról, hogy Lorraine mit érzett iránta, és arról, hogy ki volt a biológiai apja.

## Szereplők
| Szerep        | Színész            | Magyar hang   |
| ------------- | ------------------ | ------------- |
| Bobby Long    | John Travolta      | Széles László |
| Purslane Will | Scarlett Johansson | Solecki Janka |
| Lawson Pines  | Gabriel Macht      | Fekete Ernő   |
| Georgianna    | Deborah Kara Unger | Peller Anna   |
| Lee           | Clayne Crawford    | Láng Balázs   |
| Earl          | Sonny Shroyer      | N/A           |
| Ruthie        | Carol Sutton       | N/A           |
| Sean          | Warren Kole        | N/A           |
| Merchant      | Nick Loren         | N/A           |

## Filmkészítés és bevétel
A film kreditjei szerint a projektet New Orleansban és a louisianai Gretnában forgatták.
A filmet 2004 szeptemberében mutatták be a Velencei Nemzetközi Filmfesztiválon. Az Oscar-díjra való esély érdekében 2004. december 29-én nyolc mozivásznon mutatták be New Yorkban és Los Angelesben, és a nyitóhétvégén 28 243 dollárt keresett. Az Egyesült Államokban 24 moziban játszották. Végül 164 308 dollár bevételt hozott a hazai piacon és 1 676 952 dollárt a külföldi piacokon, összesen világszerte 1 841 260 dolláros bevételt gyűjtött.

## Filmzene
A filmzene a Los Lobos Someday, Thalia Zedek Bone, Lonnie Pitchford Lonesome Blues, a Trespassers William Different Stars és Lie in the Sound, Helen Humes All I Ask is Your Love, Big Bill Morganfield Rising Son, Lightnin' Hopkins Praying Ground Blues és a Nada Surf Blonde on Blonde című számait tartalmazza. A címadó dal, az A Love Song For Bobby Long Grayson Capps, Ronald Everett Capps fiának a szerzeménye.

## Díjak és jelölések
Scarlett Johanssont jelölték a legjobb színésznőnek járó Golden Globe-díjra filmdrámában.

## Fordítás
- Ez a szócikk részben vagy egészben  az   A Love Song for Bobby Long című angol Wikipédia-szócikk fordításán alapul.  Az eredeti cikk szerkesztőit annak laptörténete sorolja fel. Ez a jelzés csupán a megfogalmazás eredetét és a szerzői jogokat jelzi, nem szolgál a cikkben szereplő információk forrásmegjelöléseként.